# Kim Byung-suk
Dans ce nom coréen, le nom de famille, Kim, précède le nom personnel.
Kim Byung-suk est un footballeur sud-coréen né le 17 septembre 1985 à Séoul.
Il évolue au poste d'attaquant ou de milieu offensif.

## Biographie
Il joue 16 matchs en 1re division portugaise avec le Vitória Setubal entre 2006 et 2008.
En 2009, il est transféré au club japonais du Montedio Yamagata, qui évolue en J-League.

## Sélections
- Corée du Sud -21 ans